# 화니와 알렉산더
《화니와 알렉산더》(스웨덴어: Fanny och Alexander)는 잉마르 베리만이 감독한 1982년 스웨덴 영화이다. 이 작품은 원래 312분의 러닝 타임의 TV 4부작 영화로 제작되었으며, 후에 188분으로 편집된 판본이 극장판으로 개봉하였다. 이 작품은 1983년 아카데미 상에서 최우수 외국어 영화상을 비롯 4개의 부분을 수상하였다.

## 줄거리
영화 화니와 알렉산더는 1907년과 1908년 사이에 스웨덴 웁살라를 배경으로 한 부유한 가정의 어린 소년인 알렉산더와 그의 여동생 화니의 이야기를 담고 있다. 이 남매의 부모인 오스카와 에밀리는 둘 다 연극업에 종사하면서 행복한 결혼생활을 하였으나, 오스카는 갑자기 병으로 세상을 떠난다. 그 후 에밀리는 그 지역의 잘생긴 용모의 홀아비 성직자의 청혼을 받아들이면서, 화니와 알렉산더 남매는 어머니를 따라 목사의 집으로 들어간다. 그때부터 두 남매는 의붓아버지 에드바르드로 부터의 금욕적이고 엄격한 지배에 놓이게 된다.

## 출연

### 주연
- 페닐라 올윈
- 베르틸 구베

### 조연
- 해리엣 안데르손
- 페닐라 어거스트
- 매츠 버그먼
- 거너 본스트랜드
- 앨런 에드월
- 스티나 에크블라드
- 에바 프롤링
- 스베아 홀스트
- 얼랜드 조셉슨
- 자를 쿨레
- 레나 올린
- 크리스티나 숄린
- 군 볼그렌
- 크리스티나 아돌프슨

## 기타
- 미술: 안나 아습

## 같이 보기
- 시대극